# Cognos
Cognos — канадська компанія, розробник рішень Business Intelligence, призначених для оптимізації діяльності крупних компаній. На ринку ІТ працює з 1969 року. Компанія Cognos обслуговує 23 000 клієнтів. Спочатку фірма мала назву Quasar і була перейменована в Cognos в 1982 році. 31 січня 2008 року компанія була куплена IBM.

## Програмні продукти
- Business Intelligence
  - IBM Cognos 8 BI
    - Analysis Studio
    - Report Studio
    - Query Studio
    - Metric Studio

  - IBM Cognos Now! Monitor
- Extend BI
  - IBM Cognos 8 BI — Event Studio
  - IBM Cognos Go! Search
  - IBM Cognos Go! Office
  - IBM Cognos Go! Mobile
  - IBM Cognos PowerPlay Transformer
  - IBM Cognos 8 Data Manager (раніше DecisionStream)
- Financial Performance Management
  - IBM Cognos 8 Planning
    - Cognos Analyst
    - Cognos Contributor

  - IBM Cognos 8 Controller
  - IBM Cognos TM1 (раніше Applix TM1)
  - IBM Cognos TM1 Executive Viewer (раніше Applix TM1 Executive Viewer та Temtec's Executive Viewer)
  - IBM Cognos Finance (раніше LEX2000)
- IBM Cognos Series 7
  - IBM Cognos PowerPlay for Windows
  - IBM Cognos PowerPlay Web
  - IBM Cognos PowerPlay Transformer
  - IBM Cognos 7 Impromptu
  - IBM Cognos 7 Impromptu Web Reports
  - IBM Cognos 7 Decision Stream
  - IBM Cognos 7 NoticeCast
- Performance Applications
  - Cognos Performance Applications for Oracle Apps
  - Cognos Performance Applications for SAP
  - Cognos Performance Applications for PeopleSoft
- Analytic Applications
  - IBM Cognos 8 Workforce Performance
  - IBM Cognos 8 Finance

## Короткий опис окремих продуктів IBM Cognos
IBM Cognos — це сімейство програмних продуктів для управління ефективністю бізнесу (CPM, Corporate Performance Management), яке включає окремі рішення для планування та бюджетування (Cognos Planning), бізнес-аналітики та звітності (Cognos Business Intelligence) і фінансової консолідації (Cognos Controller).
- IBM Cognos 8 Business Intelligence — це цілісне рішення, яке забезпечує широкий спектр можливостей Business Intelligence (BI) в одному продукті. Дане рішення не вимагає установки додаткового програмного забезпечення, і його можуть використовувати як кінцеві користувачі, так і розробники чи адміністратори системи.

- Програмне забезпечення IBM Cognos TM1 призначене для консолідації, перегляду та редагування томів складних багатомірних даних в режимі реального часу. Це дозволяє використовувати його для цілей бюджетування, планування та моделювання сценаріїв «що-якщо», а також для аналізу прибутковості і показників змішаних продаж.